# Morrison Agyemang
Morrison Agyemang (Accra, 21 dicembre 2004) è un calciatore ghanese, difensore del Charlotte FC.

## Carriera
Cresciuto nel Cheetah, nel febbraio del 2024 è stato acquistato dal Sebenico, club militante nella seconda divisione croata; ha debuttato in prima squadra il 9 marzo 2024 nell'incontro di campionato vinto 3-0 contro il Dubrava, grazie al quale partecipa alla vittoria del torneo, con conseguente promozione in prima divisione. Promosso stabilmente a partire dalla stagione successiva, ha segnato il suo primo gol in carriera in competizioni professionistiche il 4 agosto, all'esordio in prima divisione, contro l'Osijek.
Il 28 maggio 2025 è stato acquistato a titolo definitivo dal Charlotte FC, club di MLS.

## Statistiche

### Presenze e reti nei club
Statistiche aggiornate al 2 luglio 2025.
| Stagione        | Squadra         | Campionato      | Campionato | Campionato | Coppe nazionali | Coppe nazionali | Coppe nazionali | Coppe continentali | Coppe continentali | Coppe continentali | Altre coppe | Altre coppe | Altre coppe | Totale | Totale | Totale |
| Stagione        | Squadra         | Comp            | Pres       | Reti       | Comp            | Pres            | Reti            | Comp               | Pres               | Reti               | Comp        | Pres        | Reti        | Pres   | Reti   |        |
| --------------- | --------------- | --------------- | ---------- | ---------- | --------------- | --------------- | --------------- | ------------------ | ------------------ | ------------------ | ----------- | ----------- | ----------- | ------ | ------ | ------ |
| feb.-giu. 2024  | Sebenico        | 2.HNL           | 1          | 0          | CC              | 0               | 0               | -                  | -                  | -                  | -           | -           | -           | 1      | 0      |        |
| 2024-2025       | Sebenico        | HNL             | 32         | 2          | CC              | 2               | 0               | -                  | -                  | -                  | -           | -           | -           | 34     | 2      |        |
| Totale carriera | Totale carriera | Totale carriera | 33         | 2          |                 | 2               | 0               |                    | 0                  | 0                  |             | -           | -           | 35     | 2      |        |

## Palmarès

### Club

#### Competizioni nazionali
- Prva nogometna liga: 1

Sebenico: 2023-2024